# Come sposare una figlia
Come sposare una figlia (The Reluctant Debutante) è un film statunitense del 1958, diretto da Vincente Minnelli.
Nel 2003, ne è stato fatto un remake, Una ragazza e il suo sogno, diretto da Dennie Gordon, con Colin Firth e Amanda Bynes.

## Trama
Jimmy e Sheila Broadbent ospitano a Londra la figlia diciassettenne di Jimmy, Jane. 
La giovane è nata dal primo matrimonio di Jimmy con un'americana ed è venuta a far visita al padre e alla matrigna che non ha mai incontrato.
Durante il soggiorno Sheila ha l'idea di far debuttare Jane, che non è per niente d'accordo.
Le difficoltà spaziano dalla riluttanza di Jane ad essere pubblicamente dichiarata in età da marito, agli sforzi disperati della cugina di Sheila, Mabel Claremont per sistemare sua figlia Clarissa, debuttante anche lei, con il ricco David Fenner fino all'attrazione di Jane per David Parkson, un batterista americano che suona nell'orchestra che si esibisce al ballo.

## Produzione
Il film fu prodotto dalla Avon Productions e dalla Metro-Goldwyn-Mayer (MGM). Venne girato a Parigi.

### Curiosità
Nel doppiaggio italiano il Duca di Portoreal (o Porto Real) in realtà è il Duca di Positano nella versione inglese, come si può vedere nei brevi momenti in cui Sir Jimmy Broadbent legge su un giornale la notizia della morte dello anziano zio di David Parkson, il Duca di Positano appunto.

## Distribuzione
Distribuito dalla Metro-Goldwyn-Mayer (MGM), il film fu presentato in prima a New York il 14 agosto 1958 con il titolo originale The Reluctant Debutante.